# Astragalus falciformis
Astragalus falciformis är en ärtväxtart som beskrevs av René Louiche Desfontaines. Astragalus falciformis ingår i släktet vedlar, och familjen ärtväxter. Inga underarter finns listade i Catalogue of Life.